# Tényő
Tényő là một thị trấn thuộc hạt Győr-Moson-Sopron, Hungary. Thị trấn này có diện tích 26,38 km², dân số năm 2010 là 1556 người, mật độ 59 người/km².